# Słubica B
Słubica B – wieś w Polsce położona w województwie mazowieckim, w powiecie grodziskim, w gminie Żabia Wola.
W skład sołectwa Słubica B wchodzi także wieś Słubica Dobra.
W latach 1975–1998 miejscowość administracyjnie należała do województwa skierniewickiego.